# Wincenty Łoskot

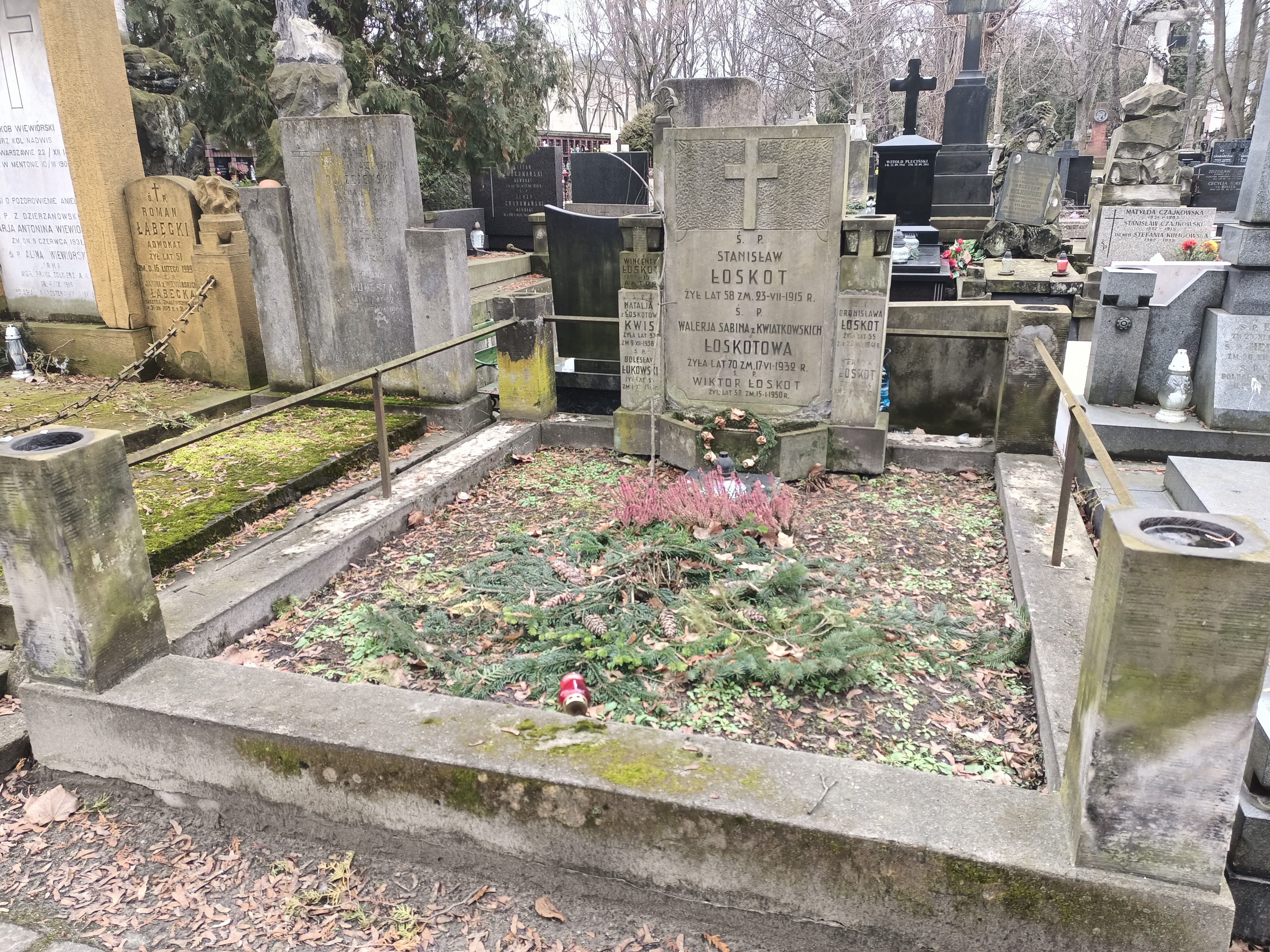
Grób Wincentego Łoskota na Cmentarzu Powązkowskim

Wincenty Łoskot (ur. 15 lipca 1890 w Warszawie, zm. 12 lipca 1955 w Łodzi) – polski aktor teatralny i filmowy, satyryk.

## Życiorys
W 1915 roku ukończył szkołę dramatyczną Jadwigi Hryniewieckiej i debiutował na deskach warszawskiego Teatru Popularnego. Następnie grywał dorywczo w Teatrze Rozmaitości (1915/1916), natomiast w 1917 roku dołączył do zespołu kabaretu Czarny Kot. Od tego momentu, przez całe dwudziestolecie międzywojenne był związany ze stołecznymi scenami kabaretowymi, rewiowymi i wodewilowymi. Występował w takich zespołach jak 
Marywil, Bagatela (1918), Argus, Dolina Szwajcarska (1919), Stołeczny (1919/20), Olimpia (1926), Eldorado, Wodewil (1927), Qui Pro Quo (1928), Mignon (1928, 1932, 1933), Hel (1929), Muza (1930), Hollywood (1931), Rakieta (1932). Oprócz występów scenicznych pisał również skecze, teksty piosenek i monologi oraz opracowywał programy rewiowe. Jednocześnie występował w teatrach m.in. w Teatrze im. Aleksandra Fredry (1924/1925), Teatrze im. Wojciecha Bogusławskiego oraz Teatrze Praskim (1925). Grał również epizodyczne role filmowe.
Podczas II wojny światowej występował w Teatrze Bohema (1942-1944). Po jej zakończeniu osiadł w Łodzi, gdzie grał w Teatrze Osa (1948-1951) oraz w Teatrze Małym (1951-1954). Był również pracownikiem Przedsiębiorstwa Państwowego Film Polski, gdzie pełnił funkcję kierownika działu angażowania aktorów.
W 1920 roku ożenił się z Janiną Madziarówną, również aktorką. Ich synem był Zbigniew Łoskot - malarz i grafik.
Spoczywa na cmentarzu Powązkowskim w Warszawie (kwatera 166-3-20/21).

## Filmografia
- Jego wielka miłość (1936) - gość w knajpie
- Ada! To nie wypada! (1936) - restaurator
- Trójka hultajska (1937) - majster krawiecki
- Piętro wyżej (1937) - muzyk grający na fagocie
- Dorożkarz nr 13 (1937) - dorożkarz
- Zapomniana melodia (1938) - Jan, lokaj Rolicza
- Robert i Bertrand (1938)
- Królowa przedmieścia (1938) - kelner w gospodzie
- Kobiety nad przepaścią (1938) - wieśniak na zabawie
- Ulica Graniczna (1948)
- Dwie brygady (1950)
- Młodość Chopina (1951) - zakrystian